# هارولد هولت
هارولد هولت (انگلیسی: Harold Holt; زاده ۵ اوت ۱۹۰۸ – درگذشته ۱۷ دسامبر ۱۹۶۷) یک سیاست‌مدار اهل استرالیا بود که در سال ۱۹۶۶ به عنوان هجدهمین نخست‌وزیر استرالیا انتخاب شد. اما درست یک سال بعد در ۱۷ دسامبر ۱۹۶۷ برای شناکردن به سواحل جنوبی استرالیا رفت و از آن موقع هیچ اثری از وی پیدا نشده‌است و او به طرز مشکوکی مفقود شد.
به همین دلیل خیلی‌ها فکر می‌کنند او مرده‌است و مرگ وی را ۱۷ دسامبر ۱۹۶۷ می‌دانند.